# Arménie au Concours Eurovision de la chanson 2012
La participation de l'Arménie au Concours Eurovision de la chanson 2012 est confirmée, dans un premier temps, le 17 janvier 2012 après que les relations tendues entre l'Arménie et le pays hôte, l’Azerbaïdjan, ont mis en doute la participation arménienne. Le pays sélectionne son artiste et sa chanson via une sélection interne, organisée par le diffuseur arménien ARMTV. Cependant, le 7 mars 2012, l'Arménie annonce que le pays se retire du concours.

## Participation confirmée du pays
L'Arménie avait, au départ, des doutes concernant la sécurité de son possible représentant et de ses délégués en raison de la guerre du Haut-Karabagh entre le pays et la nation hôte du concours 2012, l'Azerbaïdjan. Toutefois, le 17 janvier 2012, l'Union européenne de radio-télévision (UER) confirme la participation de l'Arménie au concours.

## Sélection interne
Le 30 janvier 2012, ARMTV annonce qu'ils ont l'intention de choisir l'artiste et la chanson qui représentera l'Arménie en interne et qu'ils seront présentés au public le 18 mars qui est le dernier jour où la sélection des chansons pour le concours 2012 est permise,.

## Retrait
Le 24 février, plus de vingt chanteurs arméniens signent une pétition demandant à ARMTV de se retirer du concours. Ils citent la mort d'un soldat arménien qui aurait été tué par un sniper azerbaïdjanais quelques jours plus tôt ce qui enfreint le cessez-le-feu entre les deux pays et qui, pour eux, est une raison de leur « refus de chanter dans le concours ». Toutefois, quelque temps plus tard, le ministère arménien de la Défense annonce que le soldat arménien a été tué par un autre soldat arménien et pas par l'armée azerbaïdjanaise,,,,. Mais malgré cela, les chanteurs arméniens affirment que l'Arménie ne devrait pas participer cette année et qu'ils appellent au boycott de l'Eurovision à Bakou même si le soldat arménien n'aurait pas été tué.
ARMTV et l'UER annoncent le 7 mars 2012 que l'Arménie se retire du Concours Eurovision de la chanson 2012. ARMTV explique ce choix en déclarant qu'elle n'était pas convaincue que les autorités azérerbaïdjanaises mèneraient à bien leur promesse de garantir la sécurité de la délégation arménienne après le discours donné le 28 février 2012 par le président de l’Azerbaïdjan Ilham Aliyev où il déclare que les « principaux ennemis » de l'Azerbaïdjan « sont les Arméniens du monde entier ». ARMTV explique, par conséquent, qu'elle ne peut pas envoyer des participants dans un pays où ils « seront accueillis comme des ennemis ».
Le superviseur exécutif du concours Jon Ola Sand déclare que l'UER est « vraiment déçu » du retrait de l'Arménie et que « malgré les efforts de l'UER et du diffuseur hôte pour assurer une participation harmonieuse de la délégation arménienne au concours de cette année, des circonstances indépendantes de notre volonté ont conduit à cette décision regrettable. ». L'UER, pour ce retrait tardif, a demandé au diffuseur national arménien de payer une amende qui équivaut au montant des frais du participation habituels au concours plus 50 % du cette somme. De plus, la chaîne publique arménienne doit diffuser les deux demi-finales et la finale du concours en direct et sans interruption,.
Si le pays avait participé, il aurait concouru lors de la première moitié de la seconde demi-finale du 24 mai 2012.